# Rinorea campoensis
Rinorea campoensis är en violväxtart som beskrevs av Brandt och Adolf Engler. Rinorea campoensis ingår i släktet Rinorea och familjen violväxter. Inga underarter finns listade i Catalogue of Life.